# دونگا اوماشنیتسا
دونگا اوماشنیتسا (به صربی: Donja Omašnica) یک منطقهٔ مسکونی در صربستان است که در Trstenik واقع شده‌است. دونگا اوماشنیتسا ۷۰۸ نفر جمعیت دارد.